# 普兰布瓦迪米鲁瓦尔
普兰布瓦-迪米鲁瓦尔（法語：Plaimbois-du-Miroir，法語發音：[plɛ̃bwa dy miʁwaʁ]）是法国杜省的一个市镇，属于蓬塔利耶区。

## 地理
普兰布瓦-迪米鲁瓦尔（47°11'29"N, 6°38'43"E）面积11.71 平方千米，位于法国勃艮第-弗朗什-孔泰大區杜省，该省份为法国东部内陆省份，北起上索恩省，西接汝拉省，东部及东南部与瑞士接壤，东北部与贝尔福地区省接壤。
与普兰布瓦-迪米鲁瓦尔接壤的市镇（或旧市镇、城区）包括：罗叙勒、博内塔日、布勒通维莱、吉扬韦讷、拉瓦勒勒普里约雷、蒙贝利亚尔多、蒙德拉瓦勒、普兰布瓦韦讷。
普兰布瓦-迪米鲁瓦尔的时区为UTC+01:00、UTC+02:00（夏令时）。

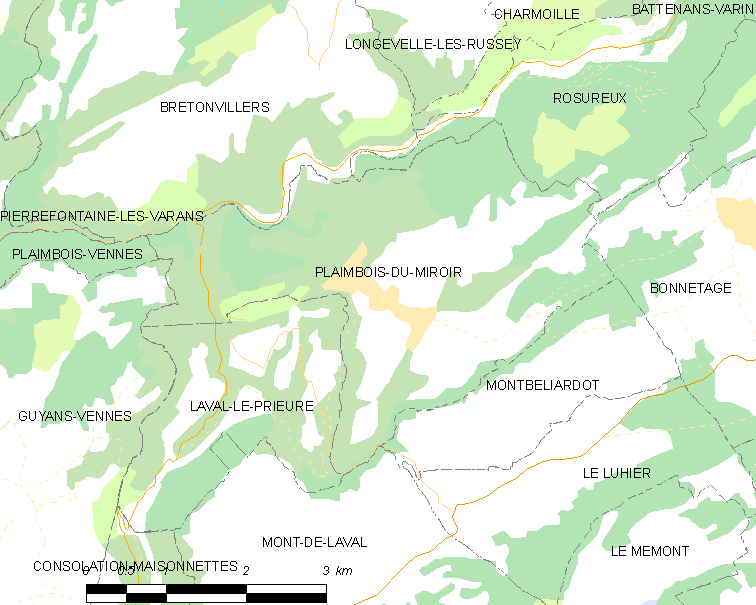
普兰布瓦-迪米鲁瓦尔的OSM定位图

## 行政
普兰布瓦-迪米鲁瓦尔的邮政编码为25210，INSEE市镇编码为25456。

## 政治
普兰布瓦-迪米鲁瓦尔所属的省级选区为莫尔托县。

## 人口

1962-2008年间普兰布瓦-迪米鲁瓦尔人口变化图示

普兰布瓦-迪米鲁瓦尔于2022年1月1日时的人口数量为280人。